# Johannes Brøndum-Nielsen
Johannes Brøndum-Nielsen, född 1881 och död 1977, var en dansk språkforskare.
Brøndum-Nielsen blev filosofie doktor 1914, docent i nordiska språk vid Köpenhamns universitet 1919, och professor där 1926. Bland Brøndum-Nielsens skrifter märks Sproglig Forfatterbestemmelse (1914) och Gammeldansk Grammatik (1928). Han ledde även utgivandet av Danmarks gamle Landskabslove med Kirkelovene samt redigerade tidskriften Acta philologica Scandinavica.

## Utmärkelser
- Dannebrogsmännens hederstecken,  1940[1]
- Kommendör av Dannebrogorden,  1951[1]

[Redigera Wikidata]